# Matelea suareziae
Matelea suareziae är en oleanderväxtart som beskrevs av G. Morillo. Matelea suareziae ingår i släktet Matelea och familjen oleanderväxter. Inga underarter finns listade i Catalogue of Life.